# Єкатериновка (Молдова)
Єкатериновка (рум. Ecaterinovca) — село в Молдові в Чимішлійському районі. Є центром однойменної комуни, до складу якої також входить село Коштангалія.